# Приморский район (Новороссийск)
Примо́рский райо́н — внутригородской район города Новороссийска (муниципального образования город Новороссийск) Краснодарского края России.

## География
В городской черте Новороссийска территория района расположена к северо-западу от Кутузовской улицы по правому берегу реки Цемес.

## История
Район был образован 23 марта 1977 года.
В 1982 году Приморскому району были подчинены Натухаевский, Мысхакский и Раевский сельсоветы из Анапского района.
В 2005 году часть сельских населённых пунктов района были переданы в состав вновь образованного Новороссийского района, который по состоянию на 2009 год существовал, а по данным переписи населения 2010 года и по данным устава муниципального образования город Новороссийск такой район не выделяется.
После переписи населения 2010 года, по данным устава муниципального образования город Новороссийск, всё его сельское население (все сельские округа Новороссийска) учитываются Росстатом (с 2014 года) в составе Приморского района Новороссийска.

## Население
Городское население (городская черта)
| 1979    | 1989    | 2002    | 2005    | 2010    | 2012    | 2013    |
| ------- | ------- | ------- | ------- | ------- | ------- | ------- |
| 32 933  | ↗35 971 | ↗58 916 | ↗59 200 | ↗61 670 | ↗63 442 | ↗65 176 |
| 2014    | 2015    | 2016    | 2017    | 2018    | 2019    | 2020    |
| ↗70 150 | ↗73 878 | ↗76 696 | ↗79 577 | ↗82 571 | ↗84 519 | ↘84 368 |
| 2021    | 2023    |         |         |         |         |         |
| ↘75 933 | ↗77 071 |         |         |         |         |         |

В целом, включая подчинённые сельские населённые пункты (сельские округа)
| 1979     | 1989     | 2002     | 2005     | 2010     | 2012     | 2014     |
| -------- | -------- | -------- | -------- | -------- | -------- | -------- |
| 32 933   | ↗35 971  | ↗58 916  | ↗62 700  | ↗70 369  | ↗76 613  | ↗126 877 |
| 2015     | 2016     | 2017     | 2018     | 2019     | 2020     | 2021     |
| ↗130 876 | ↗135 023 | ↗139 307 | ↗143 799 | ↗147 609 | ↗148 210 | ↗156 331 |
| 2023     |          |          |          |          |          |          |
| ↗157 469 |          |          |          |          |          |          |

## Состав внутригородского района
С упразднением Новороссийского района все входившие в него сельские округа с их сельскими населёнными пунктами учитываются в составе Приморского района.
Району, помимо микрорайонов городской черты Новороссийска и сельских округов, напрямую непосредственно подчинены 7 сельских населённых пунктов:
| № | Населённый пункт | Тип населённого пункта | Население |
| - | ---------------- | ---------------------- | --------- |
| 1 | Борисовка        | село                   | ↗5040     |
| 2 | Васильевка       | село                   | ↗437      |
| 3 | Владимировка     | село                   | ↗1485     |
| 4 | Глебовское       | село                   | ↗1027     |
| 5 | Кирилловка       | село                   | ↗1334     |
| 6 | Убых             | хутор                  | ↗128      |
| 7 | Южная Озереевка  | село                   | ↗1100     |

Ранее по состоянию на 2009 год в состав района помимо микрорайонов городской черты Новороссийска входило только 2 сельских населённых пункта:
| № | Населённый пункт | Тип населённого пункта | Население |
| - | ---------------- | ---------------------- | --------- |
| 1 | Борисовка        | село                   | ↗5040     |
| 2 | Кирилловка       | село                   | ↗1334     |